# Sara Martín Martín
Sara Martín Martín   (Aranda de Duero, 22 de març de 1999) és una ciclista espanyola de carretera, professional des del 2018 i que actualment corre per a l'equip Movistar Team en categoria UCI Women’s WorldTeam.
Ha guanyat els nacionals de ruta absolut, sub-23 i júnior i  el de contrarrellotge sub-23 i júnior. També va guanyar una etapa de la Volta a Andalusia l'any 2023.

## Palmarès en ruta
- 2017
  -  Campiona d'Espanya en ruta júnior
  -  Campiona d'Espanya en contrarellotge júnior
- 2020
  -  Campiona d'Espanya en ruta sub-23
  -  Campiona d'Espanya en contrarellotge sub-23
- 2023
  - Vencedora d'una etapa a la Volta a Andalusia
- 2025
  -  Campiona d'Espanya en ruta

### Resultats a les Grans Voltes

#### Giro d'Itàlia
- 2021. 71a posició
- 2023. 83a posició
- 2024. 54a posició
- 2025: 65a posició

#### Tour de França
- 2024. 46a posició
- 2025: 120a posició

#### Volta a Espanya
- 2024. No surt a la 8a etapa
- 2025. 77a posició